# 胡漢蒼
胡 漢蒼（こ かんそう、? - 1407年）は、ベトナム胡朝の第2代皇帝（在位：1400年 - 1407年）。
初代皇帝胡季犛の子。父は陳朝の縁戚かつ重臣だったが、簒奪と粛清を繰り返した上で胡朝を創設したため、周囲からの憎悪を買っていた。このため、反乱分子に対する穏健策として在位1年で陳朝の皇族を母とする胡漢蒼が皇位を譲位されたのである。
とはいえ、実権は父が上皇として掌握しており、彼は父の配下武将のように扱われている。1402年からはチャンパ王国に攻め込んで勝利した。
しかし南下政策を策する明の永楽帝が陳朝の復権とその皇族である陳添平の擁立を要求し、胡季犛と胡漢蒼はこれを拒絶して陳添平を殺すという失策を犯した。これが永楽帝のベトナム侵攻の口実を与えることとなり、1406年（永楽4年）4月に明の大軍が侵攻すると（明胡戦争、明・大虞戦争）、陳朝時代からの重臣の大半が胡季犛の粛清に対する不満、胡漢蒼の統率力の無さなどから明軍に離反してベトナムは明の支配下に落ちた（第四次北属期、1407年 - 1427年）。
胡漢蒼は父と共に南方に逃れたが、1407年5月11日に奇羅海口の地で明軍に捕らえられた。同年9月には京師（南京）に送られて投獄され、やがて殺害されたらしいとされている。ここに胡朝は滅亡した。